# Niantic
Niantic, Inc. — американский разработчик программного обеспечения, находится в Сан-Франциско.
Компания наиболее известна своими играми для мобильных устройств с элементами дополненной реальности — Ingress и Pokémon Go (совместно с The Pokémon Company). Компания основана в 2010 году под именем Niantic Labs как внутренний стартап в Google, а в 2015 году выделена в независимую компанию.

## История
Компания была названа по имени корабля, который во время золотой лихорадки привёз «искателей удачи» в место, где сейчас находится Сан-Франциско.
Первым продуктом компании стал Field Trip — приложение, использующее местоположение пользователя, и работающее как проводник к интересным спрятанным вещам в мире вокруг. Затем, в ноябре 2012 года компания выпустила Ingress — приложение для Android, сначала с допуском только по приглашению. Публично доступным приложение стало в октябре 2013 года, версия для iOS появилась в 2014 году. Затем в Niantic анонсировали новый проект Endgame, в который включены произведение Джеймса Фрея «Endgame: The Calling» и мобильное приложение Endgame: Proving Ground.
Сначала в Niantic пробовали альтернативные способы монетизации, стараясь отстраниться от традиционного размещения объявлений и покупок внутри приложения. Но после выделения в независимую компанию в 2015 году в Ingress были введены внутриигровые покупки. Основатель и директор компании John Hanke отметил, что Ingress — это своего рода проверка концепции, и следующим шагом могло бы быть предоставление программного интерфейса (с целью привлечения разработчиков).
Niantic выделилась в независимую компанию в сентябре 2015 года, вскоре после того как Google объявила о реструктуризации в Alphabet Inc..
В сентябре 2015 года было объявлено что Niantic совместно с Nintendo и The Pokémon Company разрабатывают приложение Pokémon Go. В следующем месяце Niantic сообщила, что Google, Nintendo и The Pokémon Company инвестируют 30 млн долларов в развитие компании и её продуктов. В феврале 2016 года компания сообщила, что получила ещё 5 млн долларов инвестиций.
6 июля 2016 года Pokémon GO был выпущен в США, Австралии и Новой Зеландии, для Android и iOS. Релиз в Европе был запланирован, но отложен из-за того что первоначальный запуск перегрузил имеющиеся серверные мощности. 13 июля приложение стало доступно в Германии, а днём позже — в Великобритании.
8 ноября 2017 года Niantic, Inc. объявила о запуске игры Harry Potter: Wizards Unite. Игра была выпущена в 2019 году и закрыта 31 января 2022 года.
В ноябре 2021 года компания закрыла инвестиционный раунд, получив 300 млн долларов от инвестиционного фонда Coatue. Стоимость компании выросла до 9 млрд.
В марте 2022 года компания заявила об остановке работы своих игровых проектов на территории России и Белоруссии.